# Jančukan
Jančukan (in russo Янчукан ?) è un insediamento di tipo urbano della Russia, situato nella Repubblica di Buriazia sulle rive del Verchnjaja Angara.

## Storia
Il centro abitato venne fondato a metà degli anni settanta durante la costruzione della Ferrovia Bajkal-Amur dal trust Armbamstroj; Jančukan ha poi acquisito la status di insediamento urbano nel 1982.

## Economia
L'economia dell'insediamento si basa sui servizi ferroviari (è presente una stazione ferroviaria intitolata al poeta Wilhelm Küchelbecker) e sul legname.